# Luciola lateralis
Luciola lateralis là một loài bọ cánh cứng trong họ Đom đóm (Lampyridae). Loài này được Motschulsky miêu tả khoa học năm 1860.